# Philip Stainton
Ne pas confondre avec le compositeur britannique Philip Sainton (1891-1967)
Philip Stainton est un acteur britannique, né le 9 avril 1908 à Kings Norton (Royaume-Uni), et mort le 1er août 1961 à Melbourne (Australie).

## Filmographie
- 1947 : Eyes That Kill
- 1947 : Le Mort accuse (Night Beat) : Sergeant Slack
- 1948 : L'Épopée du capitaine Scott (Scott of the Antarctic) : Questioner #2
- 1949 : The Spider and the Fly, de Robert Hamer : Gérant du Café
- 1949 : Poet's Pub
- 1949 : Don't Ever Leave Me : Detective Inspector
- 1949 : Boys in Brown : Principal Prison Officer
- 1949 : Passeport pour Pimlico (Passport to Pimlico) : P.C. Spiller
- 1949 : Le Lagon bleu (The Blue Lagoon) : Mr. Ansty
- 1950 : The Elusive Pimpernel : Jellyband
- 1951 : White Corridors
- 1951 : Appointment with Venus : Constable
- 1952 : Made in Heaven (film, 1952)Made in Heaven : Mr. Grimes
- 1952 : Angels One Five : Police Constable
- 1952 : L'Homme tranquille (The Quiet Man) : Anglican bishop
- 1952 : Roméo et Jeannette (en) (Monsoon) : Putsi
- 1953 : Week-end à Paris (Innocents in Paris) : Nobby Clarke
- 1953 : Isn't Life Wonderful! : Dr. Mason
- 1953 : Mogambo : John Brown-Pryce
- 1954 : Up to His Neck
- 1954 : Chaussure à son pied (Hobson's Choice) : Denton
- 1955 : The Woman for Joe : Sullivan
- 1955 : John and Julie : Police Sergeant
- 1955 : Tueurs de dames (The Ladykillers) : The Sergeant
- 1956 : Un détective très privé : Jimmy Maddox (Frankie's agent)
- 1956 : Moby Dick : Bildad
- 1956 : Reach for the Sky : Police Constable
- 1957 : Cast a Dark Shadow : Charlie Mann